# Beanley Island
Beanley Island är en ö i Australien. Den ligger i delstaten Queensland, omkring 1 700 kilometer nordväst om delstatshuvudstaden Brisbane. Arean är 0,34 kvadratkilometer. Den sträcker sig 0,8 kilometer i nord-sydlig riktning, och 2,0 kilometer i öst-västlig riktning.
Savannklimat råder i trakten. Genomsnittlig årsnederbörd är 1 345 millimeter. Den regnigaste månaden är mars, med i genomsnitt 454 mm nederbörd, och den torraste är september, med 5 mm nederbörd.